# 니와역
니와역(중국어: 泥洼站)은 중국 베이징시 펑타이구 펑타이 가도 니와 동로·펑관로 교차로 북측에 위치한 베이징 지하철 10호선의 지하철역이다. 2013년 5월 5일 공식적으로 개장하여 운영을 개시하였다.

## 위치
니와역은 신설 예정인 펑타이 기차역 북쪽(기존 펑타이 기차역 화물 야적장 북쪽)에 위치하며 남북 방향으로 배치되어 있다.

## 역사
2010년 철도부는 베이징 서역에 대한 부담을 완화하기 위해 펑타이 기차역을 재건 및 확장하고 이를 징광 고속철도에 연결할 것을 제안하였다. 새로운 역 부지는 기존 펑타이역의 동쪽에 위치한다.
계획 변경의 필요성으로 인해 10호선 멍자쿤역과 치엔니와역 건설은 2010년 5월에 중단되었다. 기획부는 두 역을 취소하고 신펑타이 기차역 지하로 통합할 것을 제안했는데, 이는 3개 역을 하나로 불렸다.
최종 실시 계획에서는 2개의 역이 유지되었으며, 치엔니와 마을과 후니와 마을 사이에서 북쪽으로 300m 이전되었고, 멍자쿤역은 북쪽으로 이동하여 펑타이역과 연결되었으며 펑타이역으로 이름이 변경되었다.
여러 차례 폭풍이 지나간 후 철거 문제가 다시 발생하여 2012년 2월이 되어서야 니와역 건설이 시작되었다. 그러나 토목공사는 4개월 밖에 걸리지 않았고, 구조적 캐핑은 6월 30일에 완료되었다. 그러나 펑타이역의 진행으로 인해 10호선 2단계는 당초 계획대로 2012년 말까지 순환 운행을 하지 못하고 펑타이역과 니와역을 제외한 구간만 개통되었다.

## 역 구조
니와역은 2기둥 3경간 구조로 된 2층 건물의 지하역으로 1면 2선 섬식 승강장 설계와 오픈 컷 공법을 이용하여 시공되었다. 역의 총 길이는 233.2m, 폭은 20.9m이다. 역의 출입구는 4개(지정 출입구 2개)이다.
| 지면층             | 가도                            | A-C출입구                          |
| 지하 1층 대합실 층 | 대합실                          | 고객센터, 자동 발권기, 출입 게이트 |
| 지하 2층 승강장    | ←                               | ■ 10호선 내선 순환 (시쥐)          |
| 지하 2층 승강장    | 섬식 승강장, 왼쪽 출입문이 열림 |                                    |
| 지하 2층 승강장    | →                               | ■ 10호선 외선 순환(펑타이)         |

## 출구
|                         |                |                                                |      |             |
| 출구                    | 지시           | 출구 인근                                      | 사진 | 무장애 시설 |
| 出口 · A · 1            |                | 성신자위안(盛鑫嘉园)                           |      |             |
| 出口 · A · 2            | 펑관로(丰管路) | 성신자위안(盛鑫嘉园), 치엔니와 1구(前泥洼一区) |      |             |
| 出口 · B                |                | 저우좡쯔 마을(周庄子村)                        |      | 빈칸        |
| 出口 · C · 1            | 펑관로(丰管路) | 펑위화위안 서구(丰益花园西区)                  |      |             |
| 아이콘 설명: 엘리베이터 |                |                                                |      |             |